# أبراهام (اسم)
أبراهام (بالإنجليزية: Abraham)‏ هو اسم علم شخصي مذكر، أصله من اسم إبراهيم وألذي يشير إلى النبي إبراهيم وألذي يعني أب الجمهور أو أب الأمم في اللغة العبرية، يعتبر من أكثر الأسماء الشائعة في الغرب وخصوصاً في الدول الأنجلوسكسونية ويسمى اختصارا بأيب أو أبي.

## بعض الشخصيات
- أبراهام لينكون رئيس أمريكي
- أبراهام ماسلو عالم نفس أمريكي
- أبراهام شتيرن ناشط صهيوني يهودي بولندي
- أبراهام إيمانويل فروليش شاعر ولاهوتي ألماني سويسري
- أبراهام تسفي إيديلسون عالم أعراق وموسيقى لاتفي
- أبراهام ماثيو مغني إسباني
- أبراهام كاهان روائي أمريكي ليتواني
- أبراهام أولانو متسابق دراجات هوائية إسباني
- أبراهام أورتيليوس رسام خرائط بلجيكي
- أبراهام بريغيه مهندس وفيزيائي فرنسي
- أبراهام بايز فيزيائي هولندي أمريكي
- أبراهام باتوسكا دا سيلفيرا لاعب كرة قدم برازيلي
- أبراهام تيهومي صهيوني أوكراني
- أبراهام تشيبي عداء كيني
- أبراهام جوتهيلف كيستنر شاعر ألماني
- أبراهام جيجر مؤرخ وكاتب ألماني
- أبراهام دي موافر رياضياتي فرنسي
- أبراهام شارب رياضياتي إنجليزي
- أبراهام روتيتش عداء كيني
- أبراهام زاكوتو فلكي إسباني
- أبراهام كاوبر سياسي وصحفي ولاهوتي هولندي
- أبراهام كريسكيز رسام خرائط إسباني
- أبراهام كوك حاخام يهودي لاتفي
- أبراهام كلارك محامي وسياسي أمريكي
- أبراهام مينيرو لاعب كرة قدم إسباني
- أبراهام هرتسفلد ناشط صهيوني إسرائيلي
- أبراهام ويلوك مستشرق إنجليزي
- أبراهام والد رياضياتي روماني أمريكي